# Lista telefonów marki Microsoft
Lista telefonów marki Microsoft – lista wyprodukowanych telefonów komórkowych przez firmę Microsoft. Modele wyprodukowane pod marką Microsoft.

## 2014
| model          | wymiary (mm)       | masa | maksymalny czas czuwania maksymalny czas rozmów | procesor       | pamięć       | aparat cyfrowy | alternatywna nazwa | źródło |
| -------------- | ------------------ | ---- | ----------------------------------------------- | -------------- | ------------ | -------------- | ------------------ | ------ |
| Lumia 535      | 72,4 x 140,2 x 8,8 | 146  | 552 godz.                                       | Snapdragon 200 | 8GB 1 Gb RAM | 5 Mpx          | RM-1089, RM-1091   | [ 1 ]  |
| Lumia 535 Dual | 72,4 x 140,2 x 8,8 | 146  | 552 godz.                                       | Snapdragon 200 | 8GB 1 Gb RAM | 5 Mpx          | RM-1090, RM-1092   | [ 2 ]  |

## 2015
| model                 | wymiary (mm)        | masa | maksymalny czas czuwania maksymalny czas rozmów | procesor       | pamięć        | aparat cyfrowy | alternatywna nazwa        | źródło |
| --------------------- | ------------------- | ---- | ----------------------------------------------- | -------------- | ------------- | -------------- | ------------------------- | ------ |
| Lumia 532             | 65,5 x 118,9 x 11,6 | 136  | 528 godz/ 528 godz                              | Snapdragon 200 | 8GB 1 Gb RAM  | 5 Mpx          | RM-1034                   | [ 3 ]  |
| Lumia 435 Dual        | 64,7 x 118,1 x 11,7 | 134  | 504 godz / 504 godz                             | Snapdragon 200 | 8GB 1 Gb RAM  | 2 Mpx          | RM-1068                   | [ 4 ]  |
| Lumia 532 Dual        | 65,5 x 118,9 x 11,6 | 136  | 528 godz/ 528 godz                              | Snapdragon 200 | 8GB 1 Gb RAM  | 5 Mpx          | RM-1032                   | [ 5 ]  |
| Lumia 435             | 64,7 x 118,1 x 11,7 | 134  | 504 godz / 504 godz                             | Snapdragon 200 | 8GB 1 Gb RAM  | 2 Mpx          | RM-1070                   | [ 6 ]  |
| Lumia 640 XL          | 81,5 x 157,9 x 9    | 171  | 936 godz / 936 godz                             | Snapdragon 400 | 8GB 1 Gb RAM  | 13 Mpx         | RM-1066                   | [ 7 ]  |
| Lumia 640 LTE         | 72,2 x 141,3 x 8,8  | 145  | 864 godz / 864 godz                             | Snapdragon 400 | 8GB 1 Gb RAM  | 8 Mpx          | RM-1072, RM-1073, RM-1074 | [ 8 ]  |
| Lumia 640 Dual        | 72,2 x 141,3 x 8,8  | 145  | 864 godz / 864 godz                             | Snapdragon 400 | 8GB 1 Gb RAM  | 8 Mpx          | RM-1077                   | [ 9 ]  |
| Lumia 640 XL Dual     | 81,5 x 157,9 x 9    | 171  | 936 godz / 936 godz                             | Snapdragon 400 | 8GB 1 Gb RAM  | 13 Mpx         | RM-1096                   | [ 10 ] |
| Lumia 640 LTE Dual    | 72,2 x 141,3 x 8,8  | 145  | 864 godz / 864 godz                             | Snapdragon 400 | 8GB 1 Gb RAM  | 8 Mpx          | RM-1075, RT-1113          | [ 11 ] |
| Lumia 640 XL LTE      | 81,5 x 157,9 x 9    | 171  | 888 godz / 888 godz                             | Snapdragon 400 | 8GB 1 Gb RAM  | 13 Mpx         | RM-1062, RM-1064          | [ 12 ] |
| Lumia 640 XL LTE Dual | 81,5 x 157,9 x 9    | 171  | 936 godz / 936 godz                             | Snapdragon 400 | 8GB 1 Gb RAM  | 13 Mpx         | RM-1065                   | [ 13 ] |
| Lumia 540 Dual        | 73,7 x 144 x 9,4    | 152  | 576 godz /576 godz                              | Snapdragon 200 | 8GB 1 Gb RAM  | 8 Mpx          | RM-1141                   | [ 14 ] |
| Lumia 950 XL          | 78,4 x 151,9 x 8,1  | 165  | 288 godz / 288 godz                             | Snapdragon 810 | 32GB 3 Gb RAM | 20 Mpx         | RM-1085, Cityman          | [ 15 ] |
| Lumia 950             | 73,2 x 145 x 8,2    | 150  | 288 godz / 288 godz                             | Snapdragon 808 | 32GB 3 Gb RAM | 20 Mpx         | Talkman                   | [ 16 ] |
| Lumia 950 Dual        | 73,2 x 145 x 8,2    | 150  | 288 godz / 288 godz                             | Snapdragon 808 | 32GB 3 Gb RAM | 20 Mpx         | RM-1118                   | [ 17 ] |
| Lumia 950 XL Dual     | 78,4 x 151,9 x 8,1  | 165  | 288 godz / 288 godz                             | Snapdragon 810 | 32GB 3 Gb RAM | 20 Mpx         | RM-1116                   | [ 18 ] |
| Lumia 550             | 67,8 x 136,1 x 9,9  | 141  | 672 godz / 672 godz                             | Snapdragon 210 | 8GB 1 Gb RAM  | 5 Mpx          | RM-1128, RM-1127          | [ 19 ] |

## 2016
| model          | wymiary (mm)     | masa | maksymalny czas czuwania maksymalny czas rozmów | procesor       | pamięć        | aparat cyfrowy | alternatywna nazwa | źródło |
| -------------- | ---------------- | ---- | ----------------------------------------------- | -------------- | ------------- | -------------- | ------------------ | ------ |
| Lumia 650 Dual | 70,9 x 142 x 6,9 | 122  | 624 godz                                        | Snapdragon 212 | 16GB 1 Gb RAM | 8 Mpx          | RM-1154            | [ 20 ] |
| Lumia 650      | 70,9 x 142 x 6,9 | 122  | 624 godz                                        | Snapdragon 212 | 16GB 1 Gb RAM | 8 Mpx          | RM-1152            | [ 21 ] |